# Pachygnatha mucronata
Pachygnatha mucronata är en spindelart som beskrevs av Albert Tullgren 1910. Pachygnatha mucronata ingår i släktet Pachygnatha och familjen käkspindlar. Utöver nominatformen finns också underarten P. m. comorana.